# Earnie Stewart
Earnest Lee Stewart (Veghel, Países Baixos, 28 de março de 1969), mais conhecido como Earnie Stewart, é um ex-futebolista norte-americano, que jogou três Copas do Mundo. Atualmente exerce a função de diretor-esportivo do AZ Alkmaar.

## Carreira

### Futebol holandês
Nascido nos Países Baixos (é filho de um soldado estadunidense com uma cidadã neerlandesa), Stewart desenvolveu a maior parte de sua carreira em seu país natal. Começou a jogar profissionalmente em 1988, no VVV Venlo, com apenas 19 anos. Ficou no time até 1990. Nesse anos, ele foi para o Willem II, onde jogou até 1996. Ainda em 96, Earnie foi para o NAC Breda, onde ele viveu seus melhores momentos. Disputou 199 partidas, e fez 50 gols.

### Passagem pelo D.C. United
Após 8 anos de Holanda, Stewart decidiu jogar nos Estados Unidos, no D.C. United. Ele ficou de 2003 a 2004, jogando 47 partidas, e fazendo quatro gols.

### Retorno à Holanda
Em 2004, Earnie Stewart retornou à Holanda e ao VVV-Venlo, seu primeiro clube. Mas ele, já com 35 anos, não tinha a mesma habilidade e rapidez do começo da carreira. Mesmo assim, ele disputou seis partidas, e marcou um gol.

## Atuações na Seleção Norte-americana
Pela Seleção dos EUA, Stewart fez a sua estreia em 1990, mas não foi convocado para a Copa do Mundo daquele ano. Entretanto, ele foi convocado para os mundiais de 1994, 1998 e 2002. Marcou apenas um gol na história das Copas, contra a Colômbia.
Em 1998 e 2002, jogou menos do que em 1994, mas ainda assim foi titular na maioria dos jogos. Stewart defendeu a seleção ianque também na Copa das Confederações de 2003, seu último torneio com a camisa ianque, que deixou de ser usada por ele em 2004, após 101 partidas e 17 gols marcados.

## Após a aposentadoria
Em 14 de maio de 2006, Stewart, após ter deixado os gramados no ano anterior, voltou ao NAC Breda, agora como diretor técnico.
Em 2010, passou a ser diretor-esportivo do AZ Alkmaar.